# Почесні громадяни Загреба
Почесний громадянин Загреба (хорв. Počasni građanin Grada Zagreba) — почесне звання, що надається Міською скупщиною столиці Хорватії Загреба особам, які зробили суттєвий внесок до розвитку демократичного суспільства, історичних подій та традицій хорватського народу, позитивно вплинули на статус і репутацію міста чи його відносини з іншими містами як у Хорватії, так і за її межами, зробили внесок до розвитку міста, а також державним діячам і чиновникам іноземних держав, членам іноземних і міжнародних організацій, що були визнані найбільш гідними й такими, що зробили найбільший внесок до забезпечення суверенітету, незалежності та самовизначення Хорватії та Загреба на базі загальновизнаних принципів сучасного світу.

## Список
У списку наведено всіх, кому було присвоєно звання почесного громадянина Загреба — 51 особа. Знаком † позначено тих, кому звання було присвоєно посмертно. З усіх почесних громадян Загреба станом на липень 2014 року живими є двоє: Хав'єр Перес де Куельяр та Яніца Костеліч.

### Австро-Угорщина(1850–1918)
| №  | Рік присвоєння | Ім’я                        | Портрет | Коментар |
| -- | -------------- | --------------------------- | ------- | --- |
| 1  | 1853           | Александр фон Бах           |         | Австрійський юрист, політик, міністр юстиції (1848–1849), міністр внутрішніх справ (1848–1849). Сприяв зміцненню централізованої влади, зменшенню свободи преси, однак розширив економічну свободу — за Баха було скасовано внутрішні митні збори. |
| 2  | 1853           | Максиміліан О'Доннел        |         | Австрійський офіцер, граф, який став знаменитим після того, як урятував імператора Франца Йосипа під час замаху 18 лютого 1853 року. Був нагороджений кількома європейськими орденами й окрім Загреба був почесним громадянином Відня, Праги, Пешта, Любляни. |
| 3  | 1854           | Йосип Єлачич                |         | Австрійський полководець хорватського походження, бан Хорватії у 1848–1859 роках, активний учасник придушення Угорської революції 1848–1849 років; скасував у Хорватії кріпосне право. |
| 4  | 1854           | Йосип Буневац               |         | Великий ішпан. |
| 5  | 1854           | Бенедикт Лентулай           |         | Великий ішпан. |
| 6  | 1854           | Йосип Флук                  |         | Радник міністра |
| 7  | 1854           | Йосип Боуффлер              |         | Архітектор |
| 8  | 1854           | Сіма Маноїлович             |         | Інформації про його діяльність в архівах не збереглось. |
| 9  | 1861           | Вук Караджич                |         | Сербський філолог, реформатор сербської та кириличної абетки, автор сербської граматики, один з провідних діячів сербського Національного відродження. Мова та письмо, кодифіковані Караджичем, стали основними у Сербії, Воєводині, Боснії і Герцеговині, Чорногорії. У правописі було запроваджено фонетичний принцип — «як чую, так і пишу». У подорожах Караджич зібрав значний історичний та етнографічний матеріал, оприлюднив твори сербської усної культури. |
| 10 | 1869           | Євген Кватерник             |         | Хорватський політичний діяч і письменник, один із засновників Хорватської партії права, депутат Сабору, прибічник незалежності Хорватії, один з організаторів повстання у Раковице (Кордун). |
| 11 | 1880           | Ладіслав Пеячевич           |         | Хорватський аристократ, політик і громадський діяч, депутат Сабору, бан Хорватії у 1880–1883 роках. За Пеячевіча були ліквідовані хорватська та славонська країни, останні дві частини колишнього Військової границі, на території яких відновлювалась влада Хорватії. |
| 12 | 1880           | Іван Зайц                   |         | Хорватський композитор, диригент, педагог. Писав, в основному, оперети. Займав пости директора та головного диригента Загребської опери й директора Хорватського інституту музики. Заклав основу хорватського музичного відродження початку XX століття. |
| 13 | 1881†          | Август Шеноа                |         | Письменник, автор історичних романів, написав популярну патріотичну пісню «Živila Hrvatska». Вважається «Батьком хорватського роману». |
| 14 | 1885           | Євген Кумічич               |         | Хорватський письменник, романи якого «Пані Сабіна» й «Сирота» сприяли переходу хорватської літератури від романтизму до реалізму. Окрім літератури займався політикою, був депутатом Сабору. |
| 15 | 1886†          | Джуро Данічич               |         | Сербський філолог, перекладач, лексикограф. Укладач «Словника хорватської або сербської мови». Учень і послідовник Вука Караджича, за прикладом якого намагався реформувати хорватську абетку, замінивши діграфи Dj/dj, Lj/lj, Nj/nj, Dž/dž на графеми Đ/đ, Ļ/ļ, Ń/ń, Ģ/ģ, з яких у вжиток увійшла тільки перша. |
| 16 | 1890           | Іван Бенкович               |         | Художник, ілюстратор, гравер, карикатурист. |
| 17 | 1895           | Карой Куен-Гедерварі        |         | Угорський політичний діяч, бан Хорватії у 1883–1903 роках. Проводив жорстку політику мадяризації країни. Був відправлений у відставку з посту бана після низки бунтів, що спалахнули проти нього. У подальшому — прем'єр-міністр Угорщини. |
| 18 | 1895           | Деже Банфі                  |         | Угорський барон, політик, поміркований ліберал. У 1892–1895 роках очолював Палату депутатів угорського парламенту, у 1895–1899 роках — прем'єр-міністр Угорщини. Провів закон про цивільний шлюб. |
| 19 | 1900           | Тадія Смічиклас             |         | Історик, перший почесний професор Загребського університету. Його двотомна «Історія Хорватії» та інші праці заклали основу наукової історіографії Хорватії та сприяли зміцненню ідей неперервності хорватської державності. Член Сабору, голова Матиці хорватської. |
| 20 | 1903           | Іван Трнський               |         | Хорватський письменник, перекладач, винахідник головоломок. Організатор і голова Товариства хорватських письменників. |
| 21 | 1906           | Джуро Дежелич               |         | Письменник. Був редактором газет «Narodne novive» й «Danika», першим редактором журналів «Domobran» і «Vienac». Писав історичні та філософські есе, політичні статті, вірші, оповідання, романи, біографії відомих хорватів, літературу про подорожі. Був членом міської ради Загреба, заступником мера столиці. 1868 року заснував пожежну службу. |
| 22 | 1908           | Юрай Посилович              |         | Священик, архієпископ Загреба. Виступав за розвиток загальної культури і науки в Хорватії. Був редактором католицької газети, одним із засновників хорватського літературного товариства святого Ієроніма, професором і першим деканом богословського факультету в Загребі. Під патронажем Посиловіча було відновлено Загребський собор, збудовано монастир і церкву єзуїтів у Загребі. Серед його особливих заслуг — зусилля зі збереження глаголиці.               |
| 23 | 1910†          | Йосип Юрай Штросмаєр        |         | Хорватський католицький єпископ німецького походження, теолог і меценат, політичний і громадський діяч. Хорватським народом шанується як «батько батьківщини». Виступав за максимальну автономію Хорватії, але, при цьому, зближення південнослов'янських народів; слов'янське богослужіння у Хорватії, вивчення глаголиці у семінаріях Далмації. |
| 24 | 1916           | Светозар Бороєвич фон Бойна |         | Військовик, генерал-фельдмаршал Австро-Угорщини, учасник Першої світової війни. Був противником вступу Хорватії до складу Королівства сербів, хорватів і словенців, наполягаючи на повній незалежності хорватської держави. |
| 25 | 1916           | Степан Саркотич             |         | Австро-угорський військовий та політичний діяч, генерал-полковник, командувач низки успішних операцій проти сербських і чорногорських військ. Виступав проти створення Королівства сербів, хорватів і словенців, але за об'єднання Королівства Хорватія і Славонія з Боснією. |
| 26 | 1918           | Шиме Маззура                |         | Юрист |

### Королівство Югославія(1918–1941)
| №  | Рік присвоєння | Ім’я                          | Портрет | Коментар |
| -- | -------------- | ----------------------------- | ------- | --- |
| 27 | 1919†          | Мілан Амруш                   |         | Лікар, юрист, політик, мер Загреба у 1890–1892 та 1904–1910 роках. За Амруша було завершено електрифікацію Загреба. Було збудовано новий пологовий будинок. На посаді заступника бана з питань релігії та освіти Амруш почав роботу з організації в університетах технічних факультетів.                                   |
| 28 | 1922           | Вєкослав Клаїч                |         | Історик і письменник, член Хорватської академії наук і мистецтв. Прибічник студентських демонстрацій та університетської автономії. Його праці відіграли важливу роль у зміцненні хорватської національної самосвідомості. Окрім історії та літератури займався музикою, був диригентом.                                   |
| 29 | 1926           | Фране Булич                   |         | Археолог, спеціаліст із римських і середньовічних древностей, директор Археологічного музею в Спліті та хранитель палацу імператора Діоклетіана у 1883–1920 роках. |
| 30 | 1927           | Владимир Мажуранич            |         | Хорватський письменник. Представник відомої письменницької родини Мажураничів, смн бана Хорватії 1873–1880 років Івана Мажуранича, батько відомої дитячої письменниці Івани Брліч-Мажуранич. |
| 31 | 1927           | Ксавер Шандор Джальський      |         | Хорватський письменник. Був противником австро-угорського засилля у Хорватії. В літературі розробляв тему національної боротьби, старовинні роди, що вимирали, зображував носіями хорватського національного духу й лицарських традицій. Великий жупан Загребської жупанії.                                                |
| 32 | 1927           | Драгутин Горянович-Крамбергер |         | Хорватський геолог, археолог, палеонтолог. 1899 року виявив стоянку неандертальців у Крапині, у зв'язку з чим опублікував 53 праці. Знахідка дозволила виокремити підвид Homo Krapiniensis. Горянович-Крамбергер — член Югославської академії наук і мистецтв. Окрім Загреба є почесним громадянином Крапини та Карловаца. |
| 33 | 1929           | Анте Бауер                    |         | Хорватський священик, архієпископ Загреба. Відомий різкими антисербськими та антиправославними висловлюваннями, зокрема під час Першої світової війни. |
| 34 | 1934           | Теодор Вікергаузер            |         | Лікар, професор хірургії, засновник хірургічного відділення у лікарні Загреба. |

### Соціалістична Федеративна Республіка Югославія
| №  | Рік присвоєння | Ім’я                    | Портрет | Коментар |
| -- | -------------- | ----------------------- | ------- | --- |
| 35 | 1945           | Йосип Броз Тіто         |         | Югославський військовий, державний та партійний діяч, лідер Югославії у 1945—1980 роках (з 1953 — президент), маршал. Один із організаторів та головнокомандувач Народно-визвольної армії Югославії, Народний герой Югославії.                                                 |
| 36 | 1950           | Володимир Бакаріч       |         | Політик, учасник Народно-визвольної боротьби, Народний герой Югославії, один із найближчих соратників Тіто, член Президії СКЮ, віце-президент СФРЮ. Доктор права |
| 37 | 1960           | Мирослав Крлежа         |         | Хорватський письменник: поет, прозаїк, драматург, есеїст. Один з найвідоміших представників модернізму в балканській літературі. Віце-президент Академії наук і мистецтв, глава Хорватського інституту лексикографії, у 1958—1961 роках керував Союзом письменників Югославії. |
| 38 | 1980           | Анка Берус              |         | Югославська партизанка, учасниця Народно-визвольної боротьби, Народний герой Югославії, професор. Після війни займала різні високі пости у керівництві Соціалістичній Республіці Хорватія.                                                                                     |
| 39 | 1980           | Павле Грегорич          |         | Учасник Жовтневого перевороту й Народно-визвольної боротьби, Народний герой Югославії. Після війни займав різні високі пости у керівництві Хорватії та Югославії, в тому числі був членом ЦК Союзу комуністів Югославії.                                                       |
| 40 | 1980           | Іван Краячич            |         | Югославський військовик (генерал-лейтенант) та політик. Учасник громадянської війни в Іспанії та Народно-визвольної боротьби, Народний герой Югославії, у 1963—1967 роках — голова Сабору Хорватії.                                                                            |
| 41 | 1980           | Карло Мразович          |         | Югославський військовик (генерал-лейтенант) і політик. Учасник Угорської революції 1919 року, громадянської війни в Іспанії, Народно-визвольної боротьби, Народний герой Югославії, у 1949—1952 роках — голова президії Хорватського Сабору                                    |
| 42 | 1980           | Міка Шпиляк             |         | Югославський революціонер, учасник Народно-визвольної боротьби, Народний герой Югославії, мер Загреба у 1949—50 роках, голова Ради Союзу профспілок Югославії, голова Президії СФРЮ. У 1984—1986 роках — секретар ЦК Союзу комуністів Хорватії                                 |
| 43 | 1985†          | Форбс Бернем            |         | Політик, прем'єр-міністр і президент Гаяни. За роки його правління Гаяна остаточно позбавилась колоніального статусу, однак мало місце зростання авторитаризму. Політичний курс зазнав зсуву до лівацької ідеології; відбулось зближення країни з Кубою та СРСР.               |
| 44 | 1987           | Хав'єр Перес де Куельяр |         | Перуанський дипломат. З 1940 року працював у Міністерстві міжнародних відносин Перу, працював у посольствах Перу в різних країнах, у 1971—1982 роках очолював перуанську делегацію в ООН. У 1982—1991 роках був Генеральним секретарем ООН.                                    |

### НезалежнаХорватія
| №  | Рік присвоєння | Ім’я                | Портрет | Коментар |
| -- | -------------- | ------------------- | ------- | --- |
| 45 | 1990†          | Мати Тереза         |         | Католицька черниця, засновниця жіночої чернечої конгрегації «Сестри Місіонерки Любові», що займалась служінням біднякам і хворим. Лауреат Нобелівської премії миру. Долучена Католицькою церквою до лику блаженних. |
| 46 | 1992           | Франьо Туджман      |         | Хорватський військовик (маршал), політик, перший президент незалежної Хорватії (1990–1999). Брав участь у Народно-визвольній боротьбі, у подальшому зробив військову кар'єру, ставши наймолодшим югославським генералом армії. З 1960-х років зайняв ревізіоністську націоналістичну антисербську й антикомуністичну позицію, за що був виключений з лав партії та двічі був засуджений. 1990 року створив партію ХДС, що прийшла до влади. На роки правління Туджмана припала громадянська війна у Хорватії (1991–1995), що була частиною серії військових конфліктів, що супроводжували розпад Югославії у 90-х роках XX століття. |
| 47 | 1998           | Маргарет Тетчер     |         | Британська політична діячка, лідер Консервативної партії, 71-й прем'єр-міністр Великої Британії (1979–1990), перша жінка на цій посаді та єдиний глава уряду, хто за попередні понад 150 років обіймав цю посаду такий тривалий час. |
| 48 | 2000           | Драгутін Тадіянович |         | Хорватський поет. Був редактором газети «Narodne novine» (1935–1940), викладав у Загребській академії мистецтв (1939–1945). Був членом Хорватської академії науки та мистецтв, Літературного інституту, директором якого був з 1953 до 1973 року. У 1964–1965 був головою Спілки хорватських письменників. |
| 49 | 2005           | Яниця Костелич      |         | Хорватська гірськолижниця, чотириразова олімпійська чемпіонка, п'ятиразова чемпіонка світу. Єдина гірськолижниця, яка чотири рази перемагала на Олімпіадах та єдина, хто завоював три золота на одних Іграх (2002). Триразова володарка кубку світу (2001, 2003, 2006). На Олімпійських іграх 2002 року завоювала перші олімпійські медалі Хорватії. |
| 50 | 2008†          | Вечеслав Холєвац    |         | Югославський військовий та політичний діяч. Один із організаторів партизанського руху на території Хорватії під час Народно-визвольної боротьби. Народний герой Югославії. У 1952–1963 роках займав пост мера Загреба. За Холеваца в Загребі було збудовано значну кількість важливих споруд, в тому числі міст через Саву. |
| 51 | 2010†          | Едо Муртич          |         | Хорватський художник і гравер, представник ліричного абстракціонізму та абстрактного експресіонізму. Працював у різних напрямках: олія, гуаш, графіка, кераміка, мозаїка, фрески й театральна сценографія. Брав участь у понад 150 персональних і 300 спільних виставках. |
| 52 | 2015           | Младен Маркач       |         | Хорватський генерал, командувач спецпідрозділів хорватської поліції в ході операції «Буря» під час війни за незалежність Хорватії |
| 53 | 2015           | Анте Готовіна       |         | Хорватський генерал-лейтенант, один із чільних учасників війни в Хорватії та Боснії і Герцеговині 1991-1995 років, один з керівників операції «Буря» наприкінці хорватської війни за незалежність |
| 54 | 2016†          | Рудольф Перешін     |         | Хорватський військовий льотчик Югославської народної армії, який 1991 року під час розвідувального польоту втік на своєму винищувачі МіГ-21 до Клагенфурта (Австрія), бажаючи допомогти своїй батьківщині в її боротьбі за незалежність. 1995 року його літак був збитий зенітною артилерією Сербської Країни, в результаті чого пілот загинув |
| 55 | 2017           | Алоїс Мок           |         | Австрійський державний і політичний діяч, міністр освіти, віце-канцлер і міністр закордонних справ Австрійської Республіки. Під час перебування на чолі зовнішньополітичного відомства домігся прийняття Австрії до Європейського Союзу |
| 56 | 2017†          | Ганс-Дітріх Геншер  |         | Німецький державний діяч і дипломат, міністр закордонних справ і заступник федерального канцлера Німеччини 1974-1992 років |
| 57 | 2017           | Гельмут Коль        |         | Німецький дипломат, державний і політичний діяч, канцлер ФРН у 1982-1998 роках |
| 58 | 2017           | Еміліо Марін        |         | Хорватський науковець, проректор Хорватського католицького університету з міжнародних відносин |